# Florin Veliciu
Ioan Florin Veliciu (* 25. August 1985 in Arad) ist ein ehemaliger rumänischer Gewichtheber.
Er erreichte bei den Europameisterschaften 2004 den achten Platz in der Klasse bis 56 kg. Im selben Jahr nahm er an den Olympischen Spielen in Athen teil, bei denen er in der Klasse bis 62 kg den 14. Platz belegte. 2005 wurde er bei den Europameisterschaften Siebter und bei den Weltmeisterschaften Elfter. Bei den Europameisterschaften 2006 wurde er wegen eines Dopingverstoßes disqualifiziert und für zwei Jahre gesperrt. Nach seiner Sperre wurde er bei den Europameisterschaften 2009 Fünfter im Reißen, hatte aber im Stoßen keinen gültigen Versuch. Bei den Europameisterschaften 2010 erreichte er den sechsten Platz.